# 北羅滕曼山

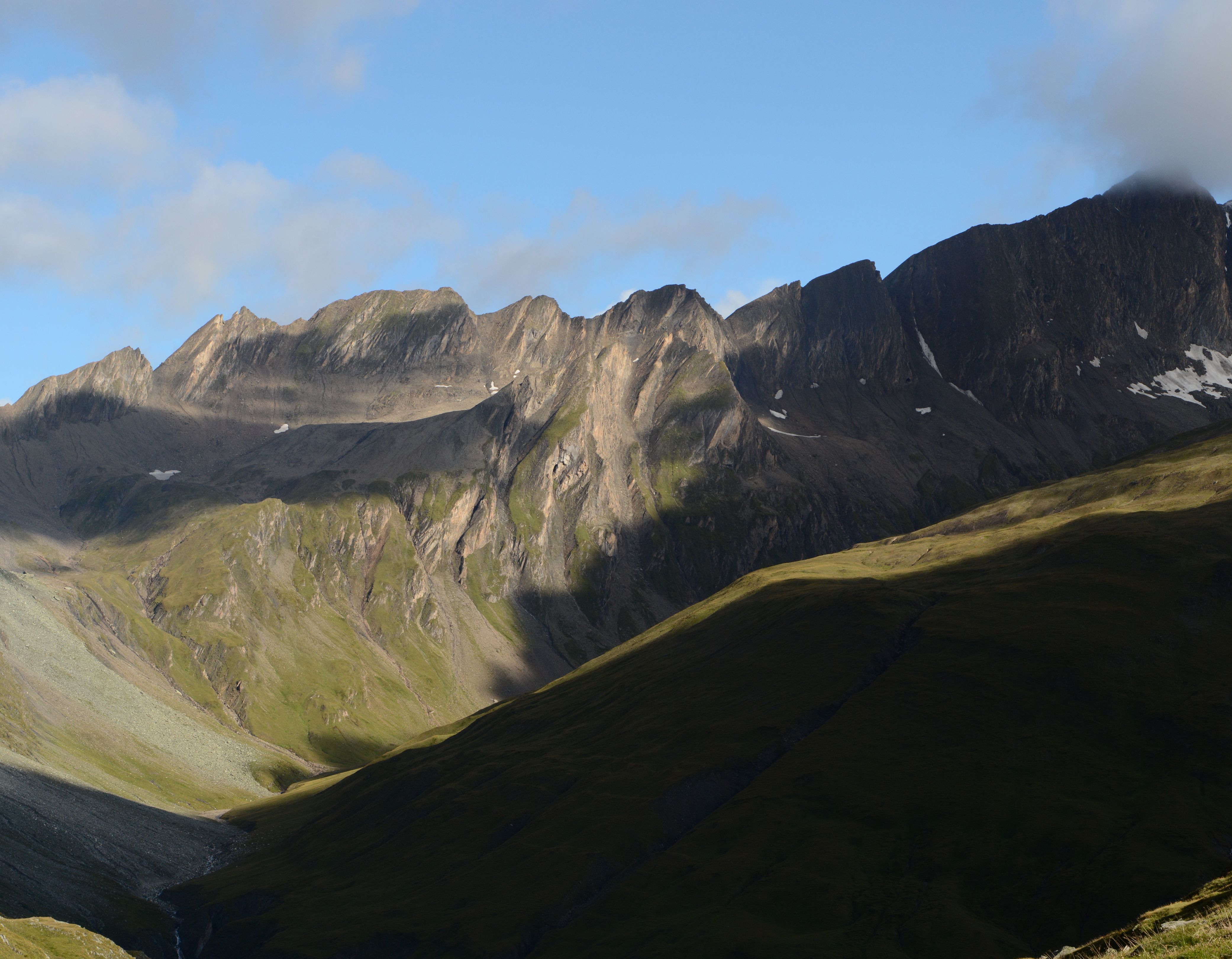

47°00′29″N 12°12′16″E / 47.007970°N 12.204525°E
北羅滕曼山（德語：Nördlicher Rotenmannkopf），是奧地利的山峰，位於該國西部，由蒂羅爾州負責管轄，屬於維內迪傑山脈的一部分，海拔高度3,127米，人類在1873年首次登頂。